# فين هالد
فين هالد (بالنرويجية البوكمول: Finn Hald)‏ هو كاتب ورسام توضيحي وشاعر نرويجي، ولد في 8 يوليو 1929 في أوسلو في النرويج، وتوفي في 17 أكتوبر 2010 في Son, Norway ‏ في النرويج.